# Мегрозеро (озеро)
Мегрозеро — озеро на территории Куйтежского и Михайловского сельских поселений Олонецкого района Республики Карелии.

## Общие сведения
Площадь озера — 4,3 км², площадь водосборного бассейна — 184 км². Располагается на высоте 86,4 метров над уровнем моря.
Форма озера лопастная, продолговатая: вытянуто с юго-запада на северо-восток. Берега достаточно сильно изрезанные, каменисто-песчаные, местами (в основном северный берег) заболоченные.
С западной стороны озера вытекает река Мегрега, приток Олонки, недалеко от истока которой в реку Мегрегу с правого берега втекает река Печная.
С севера в озеро впадает река Болотная.
В озере расположены четыре острова различной площади.
На берегу озера располагается деревня Мегрозеро, через которую проходит дорога местного значения 86К-207 («Усланка — Мегрега — Обжа»).
Код объекта в государственном водном реестре — 01040300211102000014886.